# 820
سنة 820م هي سنة كبيسة بدأت يوم الأحد حسب التقويم اليولياني.

## مواليد
- جعفر بن محمد التميمي أمير صقلية.
- أبو عبد الله محمد بن عيسى المهاني
- ابن خرداذبة : مؤرخ وجغرافي اشتهر بكتابه الجغرافي كتاب المسالك والممالك.
- قسطا بن لوقا البعلبكي
- البحتري : أحد أشهر الشعراء العرب في العصر العباسي.
- صالح بن محمد جزرة.

## وفيات
- محمد بن إدريس الشافعي